# Mandarín lanyin
El Mandarín Lan–Yin (Lanyin) (en chino tradicional, 蘭銀官話; en chino simplificado, 兰银官话; pinyin, Lán–Yín Guānhuà) es un  dialecto del chino mandarín tradicionalmente hablado en todo Gansu y en la parte norte de Ningxia. En las últimas décadas se ha expandido hacia el norte de Xinjiang. Junto con el mandarín zhongyuan (中原官话) conforman el Mandarían Central (中部官话). El nombre es un compuesto de las capitales de las dos antiguas provincias donde se domina, Lanzhou y Yinchuan, que son también dos de sus principales subdialectos.
Entre los chinos hui, se usa el alfabeto arábigo xiao'erjing para escribir este dialecto.

## Subdialectos
- Dialecto de Lanzhou  兰州话/蘭州話
- Dialecto de Urumqi
- Dialecto de Xining  西宁话/西寧話
- Dialecto de Yinchuan  银川话/銀川話